# Рулёв, Владимир Викторович
Владимир Викторович Рулёв (26 января 1951 — 31 июля 2011) — советский и российский тренер по прыжкам в воду. Заслуженный тренер России. Заслуженный работник физической культуры Российской Федерации (2007).

## Биография
Владимир Рулёв тренировал олимпийскую чемпионку Веру Ильину, победительницу первенства Европы Марию Полякову, чемпионов Европы Наталью Умыскову и Дмитрия Байбакова. Вера Ильина говорила о Владимире Рулёве как о человеке, который всю жизнь её тренировал и помог с подготовкой синхронных прыжков.
Владимир Рулёв повлиял на становление чемпионов Европы в синхронных прыжках с трёхметрового трамплина Дмитрия Саутина и Дмитрия Байбакова. Когда Дмитрий Саутин остался без партнёра в спорте, Владимир Рулёв предложил ему попробовать выступать с его учеником Дмитрием Байбаковым, и в 2002 году они стали первыми на чемпионате Европы в Берлине.
В 2007 году во время чемпионата мира по водным видам спорта Магистратский суд Мельбурна оштрафовал Владимира Рулёва за нахождение в нетрезвом состоянии в общественном месте. Горничная гостиницы обвиняла Рулёва в том, что в состоянии алкогольного опьянения он сорвал с неё значок. Тренер свою вину отрицал. После этого инцидента Владимир Рулёв был отстранён от работы в сборной решением руководства федерации.
Владимир Рулёв умер 31 июля 2011 года во время проведения пятой летней Спартакиады в Пензе. Похоронен на Домодедовском кладбище Московской области.
В Москве проводятся всероссийские соревнования памяти заслуженного тренера России Владимира Рулёва. В 2014 году в них приняло участие более 100 спортсменов.